# آرگنشوانگ
آرگنشوانگ (به آلمانی: Argenschwang) یک شهر در آلمان است که در Bad Kreuznach واقع شده‌است.

## نگارخانه

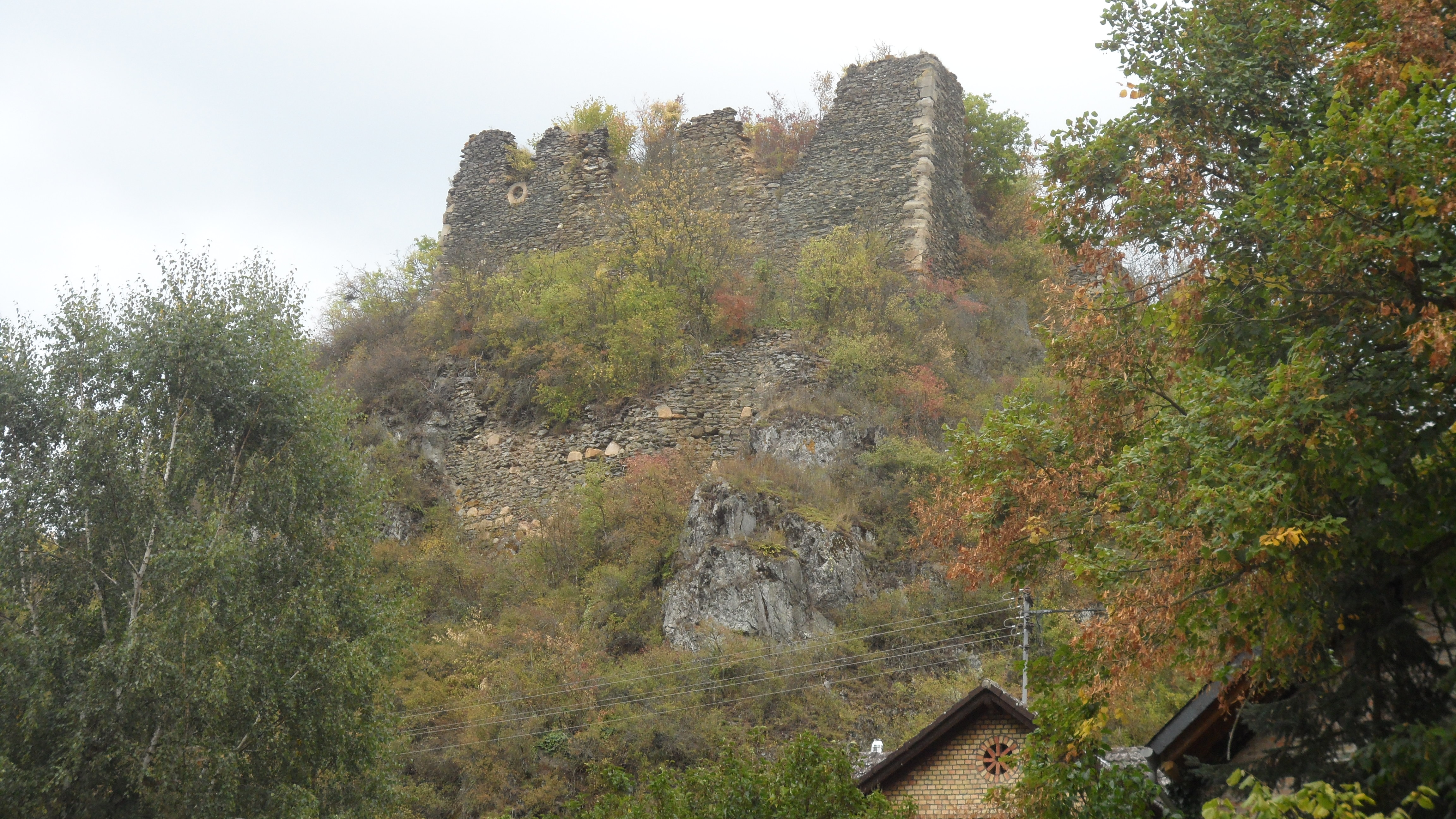
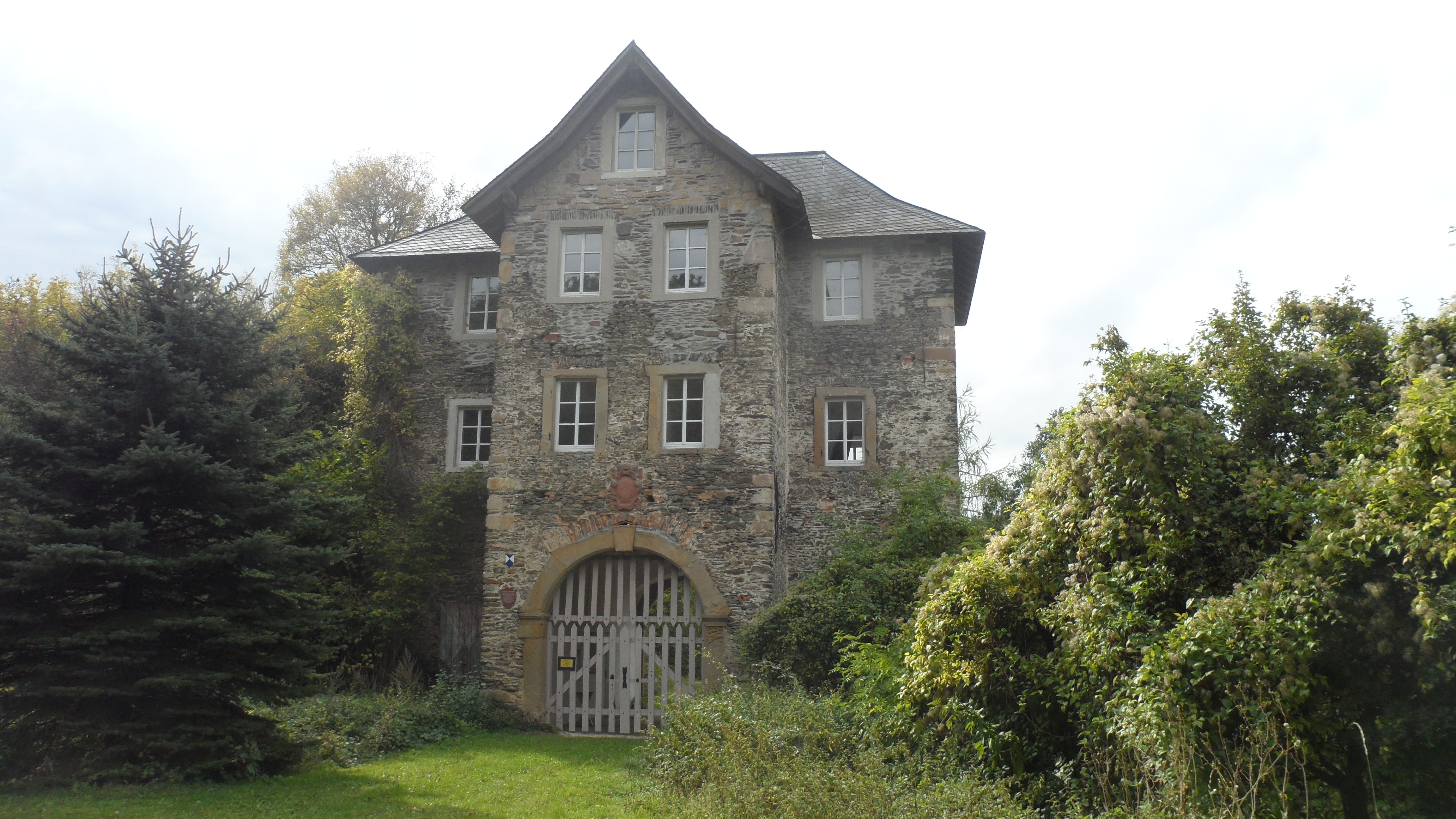
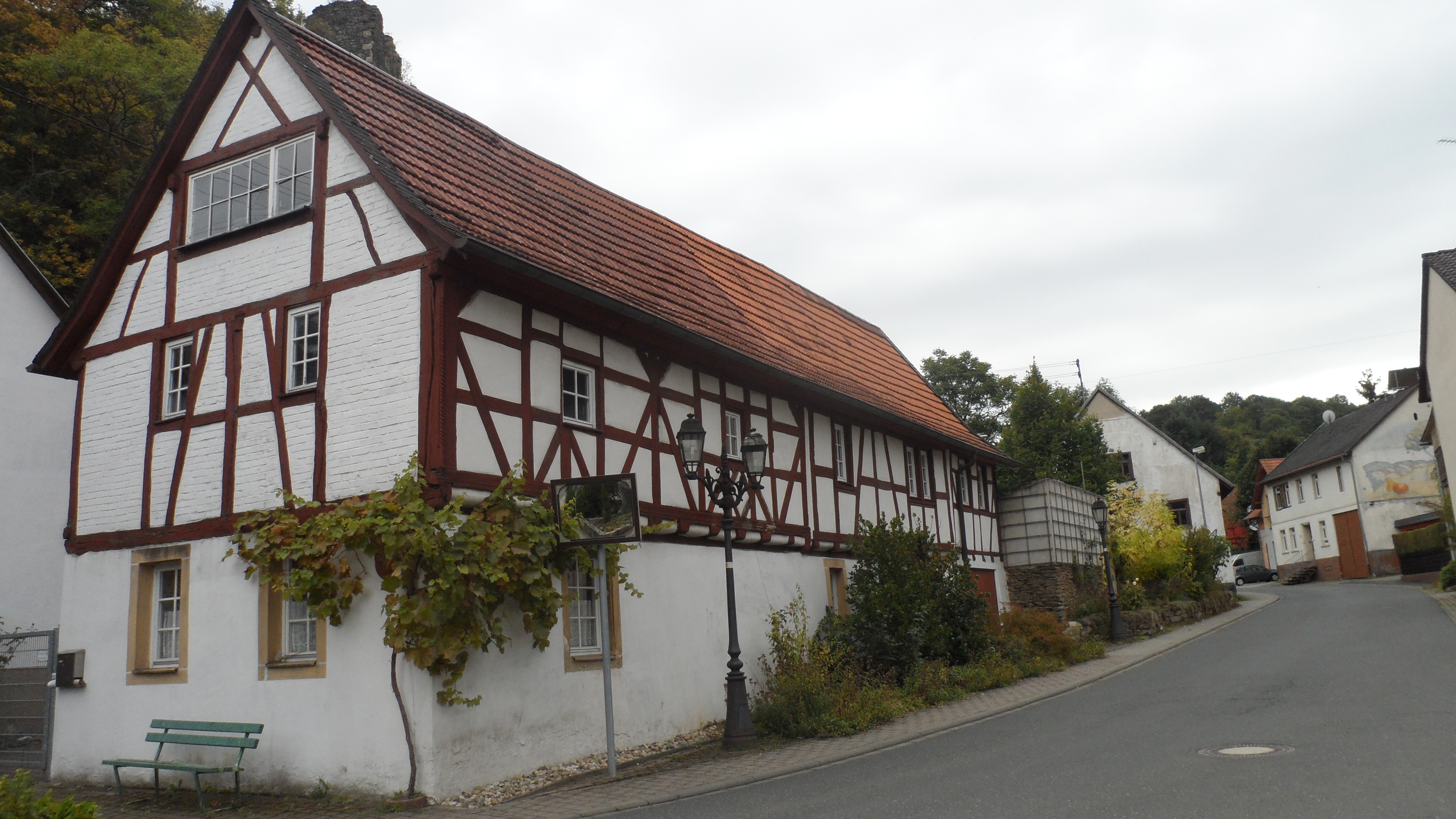
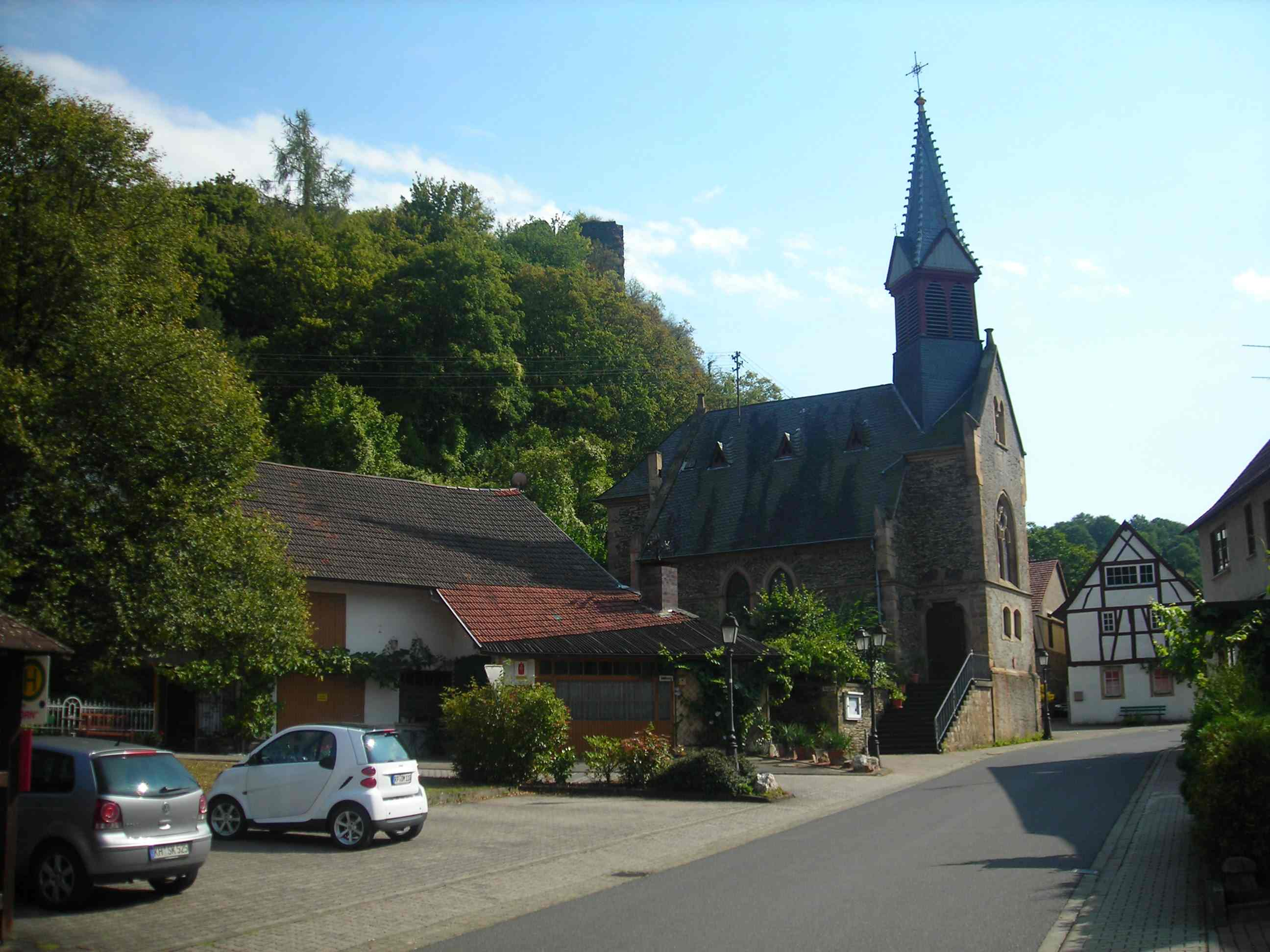